# Brachynomada argentina
Brachynomada argentina là một loài Hymenoptera trong họ Apidae. Loài này được Holmberg mô tả khoa học năm 1886.